# Edifici Banesto (Ripoll)
L'Edifici Banesto és un edifici de Ripoll protegit com a Bé Cultural d'Interès Local.

## Descripció
Es tracta d'un edifici projectat i construït per Eusebi Bona Puig entre 1947 i 1953, és una simplificació de l'esquema formal utilitzat en construccions similars per l'autor, que flexibilitza la rigidesa de la composició per atendre a la solució del problema urbà -resoldre la casa en cantonada, l'entorn, ...- i arquitectònic -funcionalitat de l'habitatge-.